# Kingnait Pass
Kingnait Pass är ett bergspass i Kanada.   Det ligger i territoriet Nunavut, i den östra delen av landet, 2 400 km norr om huvudstaden Ottawa. Kingnait Pass ligger 119 meter över havet.
Terrängen runt Kingnait Pass är huvudsakligen kuperad, men åt sydväst är den bergig. Kingnait Pass ligger nere i en dal som går i nord-sydlig riktning. Trakten runt Kingnait Pass är nära nog obefolkad, med mindre än två invånare per kvadratkilometer.. Det finns inga samhällen i närheten. 
Trakten runt Kingnait Pass består i huvudsak av gräsmarker.